# Aeroporto di Moss-Rygge
L'Aeroporto di Moss-Rygge (IATA: RYG, ICAO: ENRY) (norvegese: Moss Lufthavn Rygge), in passato utilizzato da alcune compagnie aeree a basso costo come Aeroporto di Oslo-Rygge, è stato un aeroporto che si trova 10 km a sud-est di Moss, nella contea di Østfold. Rygge è la località presso cui si trovava l'aeroporto. Servito sia da voli domestici da Danish Air Transport che da voli low-cost internazionali da Ryanair, si trova a 64 km a sud della capitale Oslo.

La società norvegese Sivila Rygge Lufthavn possiede e gestisce la parte civile dell'aeroporto. La parte militare dell'aeroporto, chiamata Rygge Air Station, viene utilizzata dalla Aeronautica Militare Norvegese che inoltre possiede tutta l'area di costruzione dell'aeroporto e la pista di atterraggio. Il controllo del traffico aereo è gestito dalla società statale Avinor.
L'aeroporto ha aperto l'8 ottobre 2007 ma non è entrato in funzione fino al 14 febbraio 2008, quando sono cominciati i voli di linea regolari. Nel marzo 2010 Ryanair ha aperto una base, spostando in questo aeroporto la maggior parte dei suoi voli per la zona di Oslo, originariamente per lo più diretti all'Aeroporto di Sandefjord-Torp. L'aeroporto ha una capacità annuale di 4 milioni di passeggeri, benché non sia autorizzato a raggiungere questa cifra per una concessione di traffico aereo limitata a 21.000 movimenti annuali. Nel 2012 all'aeroporto hanno transitato 942.238 passeggeri.
L'aeroporto era una base Ryanair, la quale operava la maggior parte dei voli internazionali. I voli nazionali erano operati da Danish Air Transport. Norwegian Air Shuttle era tornata a operare voli da questo aeroporto con voli settimanali per Gran Canaria, Malaga e Alicante. Erano anche presenti saltuari voli charter verso il mediterraneo.
L'aeroporto è stato chiuso a tutto il traffico civile dal 1° novembre 2016 a causa della proposta del suo principale operatore commerciale, Ryanair, di chiudere la sua base nello scalo in quella data dopo l'introduzione di una nuova tassa sui passeggeri norvegesi. Era prevista la riapertura dell'aeroporto nel 2021, ma non si è mai concretizzata.
Nel 2021 l'aeroporto è stato utilizzato come centro vaccinale, sia per la fase di test e sia per la fase di somministrazione di vaccini contro il COVID-19.

## Infrastrutture
Il terminal aeroportuale aveva una superficie di 16.000 metri quadrati ed una capacità di 4 milioni di passeggeri all'anno. Tra i servizi dell'aeroporto c'erano due bancomat, noleggio auto, chioschi, ristoranti e due negozi duty-free, uno alle partenze e uno agli arrivi. Non era presente un ufficio di cambio della valuta. All'interno della struttura erano inoltre offerti prese di corrente al servizio dei passeggeri e WiFi gratuito.

L'orario di apertura dei negozi interni era dalle 6:30 alle 23:30. Benché la notte fosse ufficialmente chiuso, erano tollerati i passeggeri che decidevano di passare la notte in aeroporto.

## Collegamenti
L'aeroporto si trova a 4 chilometri dalla stazione dei treni di Rygge, sulla Linea Østfold. La stazione è a 69,28 chilometri dalla Stazione di Oslo Centrale (Oslo S) e il servizio ferroviario è operato dalle ferrovie statali norvegesi (Vygruppen) che operano servizi ogni ora da Oslo per Halden. Tre dei treni che operano ogni ora da Oslo continuano fino a Göteborg in Svezia. Il treno impiega 50 minuti per arrivare fino a Oslo S, 55 minuti per arrivare a Halden e 3 ore e 33 minuti per arrivare a Göteborg. La stazione è collegata all'aeroporto con un servizio bus shuttle gratuito operato dalle ferrovie statali norvegesi, il quale impiega 8 minuti. Alla stazione sono presenti una sala di attesa e una macchina automatica di erogazione di biglietti.
L'aeroporto di Moss-Rygge è situato a 64 chilometri da Oslo; questo dato può essere comparato alla distanza dell'aeroporto principale della capitale norvegese, Oslo-Gardermoen, il quale si trova a 49 chilometri di distanza dal centro di Oslo. L'Aeroporto di Sandefjord-Torp invece dista 110 chilometri.

Il terminal aeroportuale è localizzato sull'autostrada E6, tramite la quale si può raggiungere Oslo in 45 minuti, Moss in 12 minuti (13 chilometri) e Fredrikstad in 25 minuti (27 chilometri). Tra i 3.000 posti auto disponibili sono disponibili diverse soluzioni di parcheggio, a seconda del tempo di sosta.

UniBuss opera l'autobus Rygge-Ekspressen da e per il centro di Oslo. Il tempo di percorrenza è circa 60 minuti. Questo servizio autobus parte dall'aeroporto di Moss-Rygge 40 minuti dopo ogni arrivo, sia internazionale che nazionale. Dalla stazione di bus di Oslo, lo stesso autobus parte 2 ore e 40 minuti prima di ogni partenza.
Norway Bussekspress opera il servizio autobus Flybussekspressen, il quale parte da Fredrikstad & Sarpsborg, passa per l'aeroporto di Moss-Rygge e finisce la sua corsa all'aeroporto principale di Oslo, Gardermoen. Il tempo di percorrenza per Fredrikstad è di 30 minuti, per Sarpsborg di 20 minuti e per Gardermoen di 1 ora e 40 minuti.